# 地球の旗
地球の旗（ちきゅうのはた、英語: flag of the Earth）は、地球を表象するために用いる旗。この主題をめぐって展開される諸概念には、この惑星の政治的、精神的、環境的側面が関わることになる。地球を象徴する旗についての国際的な合意はまだ存在しないが、一部の個人や団体は、旗のデザインを提案し、普及を図っている。
今のところ、いずれの旗も、いかなる政府組織からも「公的承認 (official recognition)」を得ていない。この種の、地球と関連づけられる旗の中で、最も広く認知されているのは、アースデイ（地球の日）の旗と、国際連合の旗である。

## ジョン・マコーネルによるアースデーの旗

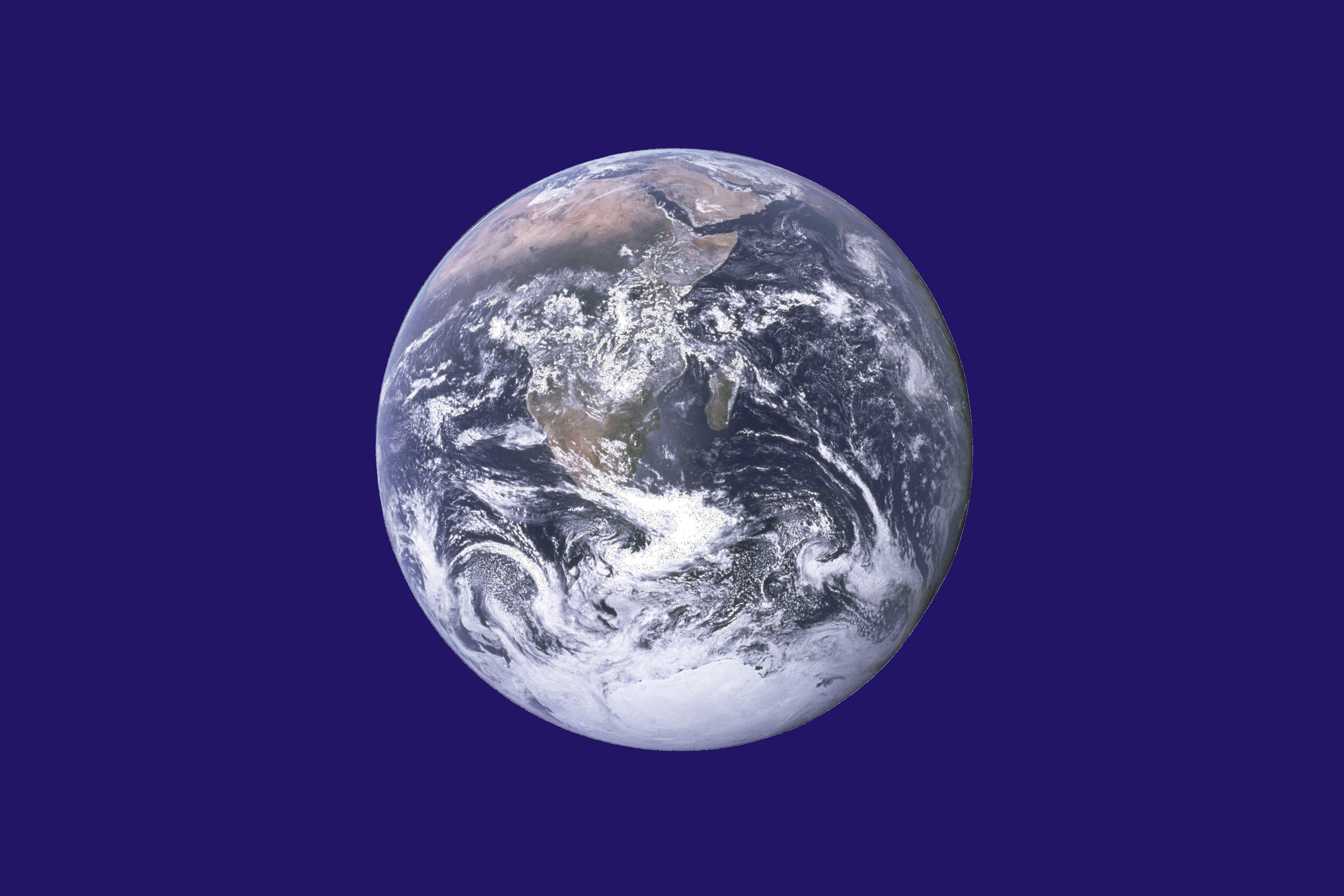
アースデーの旗、ジョン・マコーネルによる最終形。

マコーネルによる当初のデザイン。

最初のアースデーの行事のためにジョン・マコーネルによって1969年にデザインされた旗は、暗い青色の地に、（紋章学/旗章学上の）チャージの位置に、アメリカ航空宇宙局 (NASA) による宇宙から地球を撮影した有名な画像であるザ・ブルー・マーブルを配している。マコーネルのデザインによる最初の旗は、シルクスクリーンによって制作され、配色も異なっており、海洋と陸地は白く、雲が青く表現されていた。マコーネルはその旗を、検討すべきシンボルの一案として国際連合に提案した。
創作者の政治的な見解や、これがアースデーのシンボルのひとつとなっていることから、この旗は、環境主義的意識や、地球コミュニティの賞賛などと結びつけられている。もともとは、『全地球カタログ』の中で、売り出されていたものであり、また、マコーネルが作成した唯一の旗である。
ザ・ブルー・マーブルの画像は、もともとパブリックドメインに置かれており、その後も変わっていない。この画像の公共的な性格は、法廷闘争の引き金となり、当初、この旗の普及を図っていたワール・イクイティ社 (World Equity, Inc.) がもっていた商標権や著作権は、裁判を通して無効化された。この判断は、マコーネルが旗を作ったという歴史を否定するものではなく、それまでその旗に認められていた権利を、認めなかったというだけのことである。

### ワン・フラッグ・イン・スペース / 宇宙ではひとつの旗
「ワン・フラッグ・イン・スペース」の運動は、宇宙世代諮問委員会の年次大会である、宇宙世代会議 (Space Generation Congress, SGC) から発展したものである。この運動は、宇宙開発において、ザ・ブルー・マーブルの旗を用いることを推奨している（ただし、この記述はマコーネルのデザインした旗へ明示的に言及しているわけではない）。

## ジェームズ・W・ケイドルの「地球の旗」

ジェームズ・W・ケイドルによる「地球の旗」

マコーネルのものとほぼ同じ頃、1970年には、また別の地球の旗が、ジェームズ・W・ケイドル( James W. Cadle) という名の、イリノイ州ホーマーの農夫によって創り出されていた。ケイドルの地球の旗は、地球を表す青色の円が旗の中央に描かれ、太陽を表す、より大きな黄色い円の一部と、月を表す小さな白い円が、黒地に一緒に描かれている。この旗は、特に 、地球外知的生命体探査 (SETI) 研究に従事している人々の間で人気があり、世界中のSETI関係者が使っている。この旗は、オハイオ州立大学の電波望遠鏡にも掲げられており、カール・セーガンが死去した際には、半旗とされた。ケイドルは、フラッグ・オブ・アース・インターナショナル (Flag of Earth Co. International) を設立し、この旗を販売していた。この地球の旗は、2003年にパブリックドメインとなった。
YouTubeは、コメント書き込みの間に、利用者の地理的位置を同定できていない場合に、この旗の小さなサムネイル画像を、利用者名の隣に表示する。

## 世界平和の旗

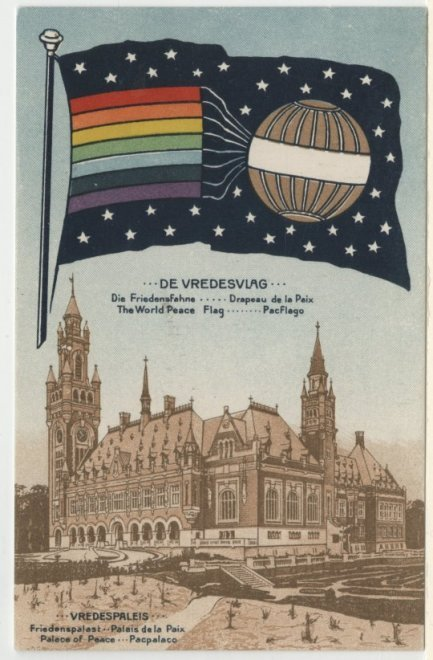
ヴァン・カークの旗のイラスト。

オハイオ州ヤングスタウンの牧師ジェームズ・ウィリアム・ヴァン・カーク (James William van Kirk) は、レインボーストライプや星と地球を配した平和の旗をデザインした。彼はこの旗を掲げて、2度にわたり、平和を訴えて回るヨーロッパのツアーを行なった。ユニバーサル平和会議はこの旗を世界平和の旗として採用した。

## 国際連合の旗

国際連合の旗

国際連合の旗は、本来は国際連合そのものを象徴するものでしかないが、世界の統合を示唆するものとしても用いられてきた。この旗には、地球全体の地理的表象が含まれており、また頻繁に用いられていることもあって、地球全体を代表する旗の有力な候補といえる。1960年代にアメリカ航空宇宙局 (NASA) が月面着陸を計画していた際には、アメリカ合衆国の国旗の代わりに国際連合の旗を使用すべきだという議論もあった。

## 世界の旗

2006年版の世界の旗

世界の旗 (The World Flag) は、1988年にポール・キャロル(Paul Carroll)が、今日の世界におけるグローバリゼーションが引き起こしている人類共通の様々な挑戦への関心を高めようと制作した国際的な旗である。旗の中心には世界地図が置かれ、その周りには216か国の国旗と国際連合の旗が配されている。

## オスカー・パーネフェルトの地球の旗

オスカー・パーネフェルトの提案。

2015年5月、スウェーデンのアーティスト、オスカー・パーネフェルト (Oskar Pernefeldt)は、惑星としての地球の国際的に用いられるべき旗を正式に提案した。この提案は、宇宙旅行に用いられるべきものとして構想され、
1. 惑星としての地球を代表し
2. 地球の人びとに、我々が、国境に関わらず、この惑星を分かち合っていることを想起させ、また、我々が互いをいたわり、我々が住むこの惑星をいたわるべきであることを想起させる

という2点の目的をもっている。
この提案をしたパーネフェルトは、2015年には火星への着陸に際してこの旗が使用されるだろうと予想している。この旗のデザインは、相互に連なる7つの輪と、背景となる深い青い海。旗の中央には、花のような形で配置された輪がおかれているが、この花は地球の生命を象徴している。輪が組み合わされているのは、地球上の万物が、直接、間接に繋がっていることを表している。この輪は、地球上のいかなる部分も、失われてしまえば、全体の構造が崩壊してしまうことを表している。また、濃い青色は、海洋を表象し、また、地球上の生命にとって水が重要であることを表している。

図の構成，比率。

## ギャラリー

平和の旗の一例（レインボーフラッグ）
オリンピック旗
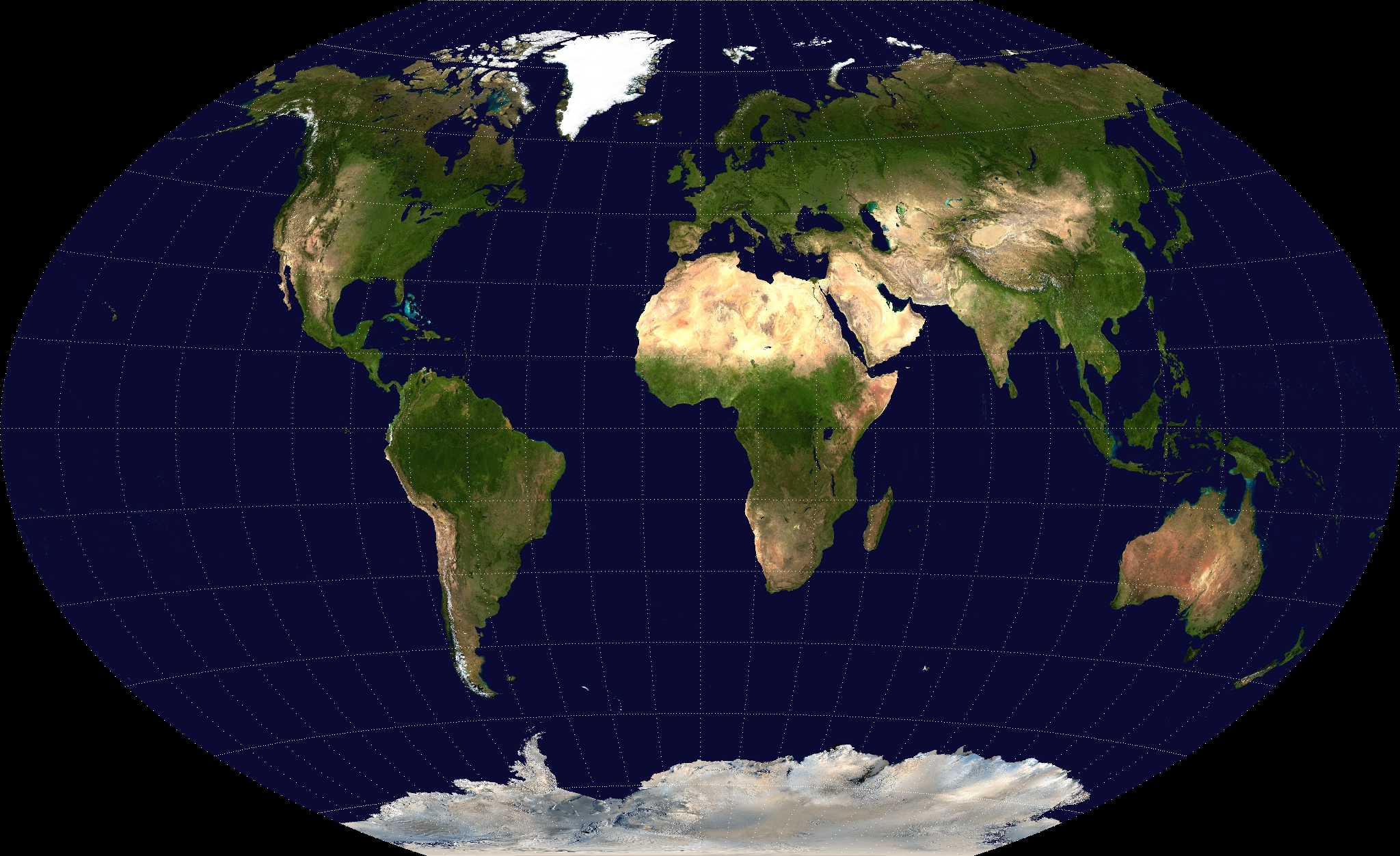
衛星画像の集成による地球の地図